# Guadalupe (Nuevo León)
Guadalupe é um município do estado de Nuevo León, no México. 
Em 2005, o município possuía um total de 691.931 habitantes.